# 僕たちの戦争
『僕たちの戦争』 (ぼくたちのせんそう) は2004年に双葉社から刊行された荻原浩の小説。および同小説を基に製作されたテレビドラマならびにラジオドラマ。

## 概要
2001年9月12日の日本、サーフィンをしていたフリーターの健太は大波に飲み込まれ、気が付くと1944年（昭和19年）の世界にタイムスリップしていた。一方、戦時中の1944年、霞ヶ浦予科練で飛行訓練をしていた吾一は雨雲に巻き込まれ海に墜落し、現代へタイムスリップしてしまう。それぞれの時代の二人の家族や友人すら見分けが困難である程似ていた容姿のせいもありお互い入れ替わってしまった健太と吾一。健太は1944年で特攻兵器回天の部隊へ配属され、吾一は現代の健太の恋人・ミナミに思いを寄せていく。彼らは自分の元いた世界と異なる時代に戸惑い翻弄されながらも生きていく。

## テレビドラマ
TBSで2006年9月17日21:00～23:03(JST)に放送されたスペシャルテレビドラマ。主演は森山未來。同年10月22日14:00～16:00に早くも再放送され、12月にはDVDが発売された。
原作とは設定が多少異なり、現代のシーンは2005年が舞台となっている。
同ドラマは2007年アジア・テレビジョン・アワードのシングルドラマ部門で最優秀賞を受賞するなど、国内外ともに高く評価された。

### 出演者
平成17年（2005年）
- 尾島健太：森山未來
- 鴨志田ミナミ：上野樹里
- 尾島勝利：古田新太
- 尾島紀子：麻生祐未

昭和19年（1944年）
- 石庭吾一：森山未來（二役）
- 沢村文子：内山理名
- 沢村キヨ：樹木希林
- 鴨志田祐司：玉山鉄二
- 片山分隊長：篠井英介
- 兼子分隊士：石井正則（アリtoキリギリス）
- 山口真造：桐谷健太
- 小野寺順一：田中聡元
- 久保田勇：内田滋
- 古屋英二：浅利陽介
- 田淵中尉：田中哲司
- 橋口幸郎：五十畑迅人
- 高橋医師：井上大樹
- 吾一の父：田中要次
- 吾一の母：宮地雅子
- 吾一の妹：佐々木麻緒

### スタッフ
- 原作：荻原浩「僕たちの戦争」（双葉社刊）
- 脚本：山元清多
- 演出：金子文紀
- エンディングテーマ：「君のため」THE BLUE HEARTS
- 音楽：Audio Highs、吉川慶
- 音楽プロデューサー：志田博英
- アクションコーディネーター：坂口拓
- 資料提供：東京書籍、毎日新聞社、全国回天会、伊呂波会、海軍甲飛13期飛練41期霞空会
- ロケ協力：千葉県フィルムコミッション、茨城県フィルムコミッション、木更津市、千葉市、館山市、大子町、周南市 ほか
- 撮影協力：防衛庁（長官官房広報課、陸上幕僚監部広報室、海上幕僚監部広報室）、陸上自衛隊（木更津駐屯地、土浦駐屯地）、海上自衛隊（横須賀地方総監部、横須賀警備隊港務隊）
- プロデューサー：八木康夫、那須田淳
- 製作著作 ：TBS

## ラジオドラマ
NHK-FM青春アドベンチャーにてラジオドラマ化された。2007年1月29日～2月2日、2月5日～2月9日の22:45～23:00(JST)に全10回放送。また2008年8月25日～8月29日、9月1日～9月5日の同時刻に再放送されている。

### 出演者
- 伊藤隆大
- 黒川芽以
- 山下結穂
- サカイヒロト
- 畑中ふう
- 坂本さやか
- 安富史郎
- 黒神龍人
- 小松利昌
- 鈴木将浩
- 谷広子
- 藤田千代美
- 押谷かおり
- 森田亜紀
- 山本禎顕
- 沢田憲一
- 城土井大智
- 鹿瀬はじめ
- や乃えいじ
- 井之上淳
- 稲健二　他

### スタッフ
- 原作：荻原浩
- 脚色：オカモト國ヒコ
- 演出：佃尚能
- 製作総括：遠藤理史
- 技術：佐藤善次郎（1～5回）、長澤充彦（6～10回）
- 音響効果：水谷明男（1～5回）、山田正幸（6～10回）
- 選曲：伊藤守恵
- 制作：NHK大阪放送局